# جائزة فرنسا الكبرى 2005
جائزة فرنسا الكبرى 2005 هو سباق فورمولا 1 أقيم بتاريخ 3 يوليو 2005 في حلبة نيفير مانيي كور، فرنسا. كان العاشر من أصل 19 في بطولة العالم لسباقات الفورمولا واحد موسم 2005. حلّ الإسباني فرناندو ألونسو أولا بينما جاء الفنلندي كيمي رايكونن في المركز الثاني وحصل على المركز الثالث الألماني مايكل شوماخر.